# Frédéric-Guillaume de Schleswig-Holstein-Sonderbourg-Augustenbourg
Frédéric Guillaume de Schleswig-Holstein-Sonderbourg-Augustenbourg, (en allemand Friedrich Wilhem von Schleswig-Holstein-Sonderburg-Augustenburg), né le 18 novembre 1668, décédé le 20 janvier 1714.
Il est le père de Christian Auguste de Schleswig-Holstein-Sonderbourg-Augustenburg, celui-ci succède à son oncle le duc Ernest Auguste de Schleswig-Holstein-Sonderbourg-Augustenbourg.

## Famille
Fils de Ernest-Gonthier de Schleswig-Holstein-Sonderbourg-Augustenbourg et de Augusta de Schleswig-Holstein-Sonderbourg-Glücksbourg.
Le 27 novembre 1694, Frédéric-Guillaume de Schleswig-Holstein-Sonderbourg-Augustenbourg épouse Sophie-Amélie d'Ahlefeldt (1675-1741), (fille du comte Frédéric von Ahlefeldt).
Cinq enfants sont nés de cette union :
- Christian-Auguste de Schleswig-Holstein-Sonderbourg-Augustenbourg, duc de Schleswig-Holstein-Sonderbourg-Augustenbourg

- Charlotte de Schleswig-Holstein-Sonderbourg-Augustenbourg (1697-1760), épouse en 1726 le duc Philippe de Schleswig-Holstein-Sonderbourg-Glücksbourg(1729)

- Sophie de Schleswig-Holstein-Sonderbourg-Augustenbourg (1699-1765)

- Augusta de Schleswig-Holstein-Sonderbourg-Augustenbourg (1700-1700)

- Frédéric de Schleswig-Holstein-Sonderbourg-Augustenbourg.

## Généalogie
Frédéric Guillaume de Schleswig-Holstein-Sonderbourg-Augustenbourg appartient à la première branche de la Maison de Schleswig-Holstein-Sonderbourg, cette lignée est issue de la première branche de la Maison d'Oldenbourg. Cette lignée s'éteint en 1931 au décès de Albert de Schleswig-Holstein.